# 679. pehotni polk (Wehrmacht)
Za druge 679. polke glejte 679. polk.
679. pehotni polk (izvirno nemško Infanterie-Regiment 679) je bil eden izmed pehotnih polkov v sestavi redne nemške kopenske vojske med drugo svetovno vojno.

## Zgodovina
Polk je bil ustanovljen 1. novembra 1940 kot polk 14. vala na področju Küstrina iz osebja 178. in 230. pehotnega polka ter dodeljen 333. pehotni diviziji.
Marca 1942 je polk sodeloval v nemškem protinapadu na britanske komandose med operacijo Kočija. 15. oktobra 1942 je bil polk preimenovan v 679. grenadirski polk.